# بارتوش بدنورش
بارتوش بدنورش (انگلیسی: Bartosz Bednorz; ۲۵ ژوئیهٔ ۱۹۹۴ –) بازیکن والیبال اهل لهستان و عضو تیم ملی والیبال لهستان است.
از باشگاه‌هایی که در آن بازی کرده است می‌توان به باشگاه والیبال اسکرا بلچاتوف اشاره کرد. وی در فصل ۲۰۲۲/۲۳ در اروپا با تیم زاکسا کیدژیرژن کوژله قهرمان شد.